# Pieter Nys
Pieter Nys (Hasselt, 13 juli 1989) is een Belgisch voetballer die als middenvelder speelt. 

## Carrière
Nys genoot z'n jeugdopleiding bij Zonhoven VV en RC Genk, waar hij in 2008 in de A-kern terechtkwam. Hij kon echter niet doorbreken en na een uitleenbeurt van een seizoen aan Fortuna Sittard, werd hij in 2010 verkocht aan OH Leuven. Hij speelde in twee seizoenen 42 keer voor het eerste elftal van OH Leuven. Nys ving het seizoen 2012/13 aan bij Sparta Rotterdam. Van 2015 tot november 2019 stond Nys onder contract bij MVV Maastricht waar hij ook een periode aanvoerder was. Eind januari 2020 vervolgde hij zijn loopbaan bij Bocholter VV.

## Statistieken[1]
| Competitie      | Seizoen         | Club                | Competitie | Competitie | Play-off I | Play-off I | Play-off II | Play-off II | Play-off III / Eindr. | Play-off III / Eindr. | Beker | Beker | Totaal | Totaal |
| Competitie      | Seizoen         | Club                | Wed.       | Dlp.       | Wed.       | Dlp.       | Wed.        | Dlp.        | Wed.                  | Dlp.                  | Wed.  | Dlp.  | Wed.   | Dlp.   |
| --------------- | --------------- | ------------------- | ---------- | ---------- | ---------- | ---------- | ----------- | ----------- | --------------------- | --------------------- | ----- | ----- | ------ | ------ |
| Eerste klasse   | 2008-2009       | KRC Genk            | 0          | 0          | nvt        | nvt        | nvt         | nvt         | --                    | --                    | 0     | 0     | 0      | 0      |
| Eerste divisie  | 2009-2010       | Fortuna Sittard     | 27         | 1          | nvt        | nvt        | nvt         | nvt         | --                    | --                    | 1     | 0     | 28     | 1      |
| Tweede klasse   | 2010-2011       | Oud-Heverlee Leuven | 32         | 0          | nvt        | nvt        | nvt         | nvt         | --                    | --                    | 2     | 1     | 34     | 1      |
| Eerste klasse   | 2011-2012       | Oud-Heverlee Leuven | 5          | 0          | --         | --         | 5           | 1           | --                    | --                    | 0     | 0     | 10     | 1      |
| Eerste divisie  | 2012-2013       | Sparta Rotterdam    | 17         | 0          | nvt        | nvt        | nvt         | nvt         | --                    | --                    | 2     | 0     | 19     | 0      |
| Eerste divisie  | 2013-2014       | Sparta Rotterdam    | 23         | 0          | nvt        | nvt        | nvt         | nvt         | --                    | --                    | 0     | 0     | 23     | 0      |
| Eerste divisie  | 2014-2015       | Sparta Rotterdam    | 24         | 3          | nvt        | nvt        | nvt         | nvt         | --                    | --                    | 1     | 0     | 25     | 3      |
| Eerste divisie  | 2015-2016       | MVV Maastricht      | 29         | 9          | nvt        | nvt        | nvt         | nvt         | 3                     | 1                     | 1     | 0     | 33     | 10     |
| Eerste divisie  | 2016-2017       | MVV Maastricht      | 37         | 2          | nvt        | nvt        | nvt         | nvt         | 4                     | 0                     | 1     | 0     | 42     | 2      |
| Eerste divisie  | 2017-2018       | MVV Maastricht      | 23         | 3          | nvt        | nvt        | nvt         | nvt         | nvt                   | nvt                   | 1     | 0     | 24     | 3      |
| Carrière totaal | Carrière totaal | Carrière totaal     | 217        | 18         | 0          | 0          | 5           | 1           | 7                     | 1                     | 9     | 1     | 238    | 21     |